# 240 km (Moskwa)
240 km (ros. 240 км) – przystanek kolejowy w miejscowości Moskwa, w Rosji. Położony jest na Wielkim Pierścieniu Kolei Moskiewskiej, w obrębie stacji Biekasowo-Sortirowocznoje.